# Comuna Podil, Sribne
Podil (în ucraineană Поділ) este o comună în raionul Sribne, regiunea Cernihiv, Ucraina, formată din satele Kutî, Podil (reședința) și Poetîn.

## Demografie
Componența lingvistică a comunei Podil
     Ucraineană (98,7%)
     Rusă (1,3%)
Conform recensământului din 2001, majoritatea populației comunei Podil era vorbitoare de ucraineană (98,7%), existând în minoritate și vorbitori de rusă (1,3%).